# Tjörn (comuna)
Tjörn (em sueco: Tjörns kommun;  ouça a pronúncia) é uma comuna da Suécia localizada no condado da Västra Götaland. 
Sua capital é a cidade de Skärhamn. 
Possui 167 quilômetros quadrados e segundo censo de 2018, havia 15 922 habitantes.
Está situada no litoral do sul da província histórica de Bohuslän, junto ao estreito de Escagerraque.

## Geografia
A comuna de Tjörn é composta pela ilha de Tjörn, e por outras pequenas ilhas em seu redor. A ilha tem planaltos rochosos nus, cortados por vales férteis. Está ligada a Stenungsund pela Ponte de Tjörn (Tjörnbron) e à vizinha Orust pela Ponte de Skåpesund (Skåpesundsbron). Skärhamn é o maior centro urbano da ilha.

## Localidades principais
Localidades com mais população da comuna (2019):

| # | Localidade             | População |
| - | ---------------------- | --------- |
| 1 | Skärhamn               | 3 594     |
| 2 | Höviksnäs och Myggenäs | 3 459     |
| 3 | Rönnäng                | 1 542     |

## Economia
A economia tradicional da comuna está baseada nos seus portos e empresas de navegação, nos seus estaleiros, na sua indústria de conservas de peixe e no turismo.

## Património turístico
Alguns pontos turísticos mais procurados atualmente são:

- Museu Nórdico da Aguarela (Nordiska akvarellmuseet) - Museu da aguarela em Skärhamn
- Pilane (parque de esculturas e campo arqueológico de sepulturas pré-históricas)
- Museu de Klädesholmen (museu do arenque e das conservas de arenque em Klädesholmen)
- Farol de Pater Noster

Comuna de Tjörn
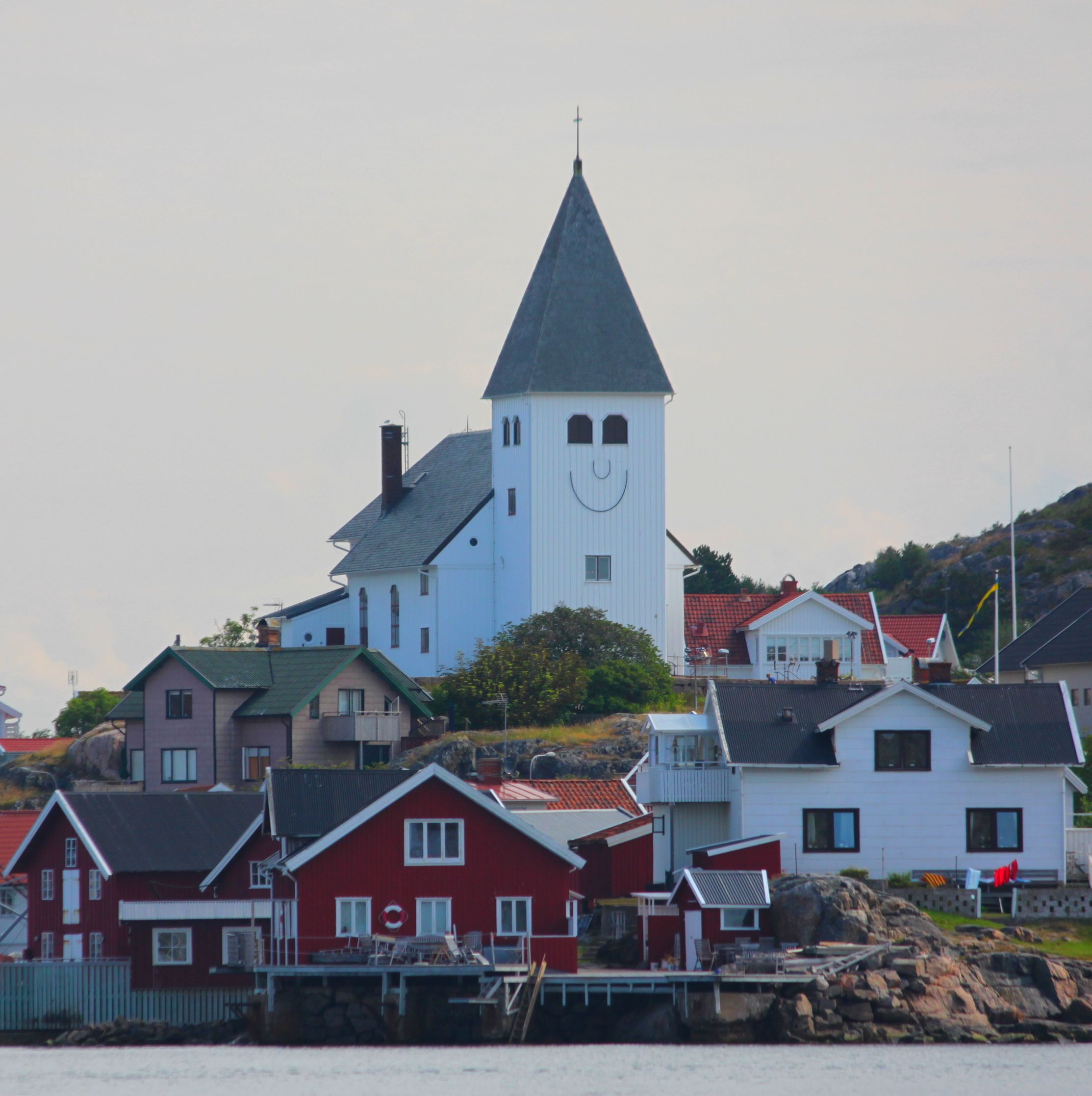
Skärhamn e a sua igreja
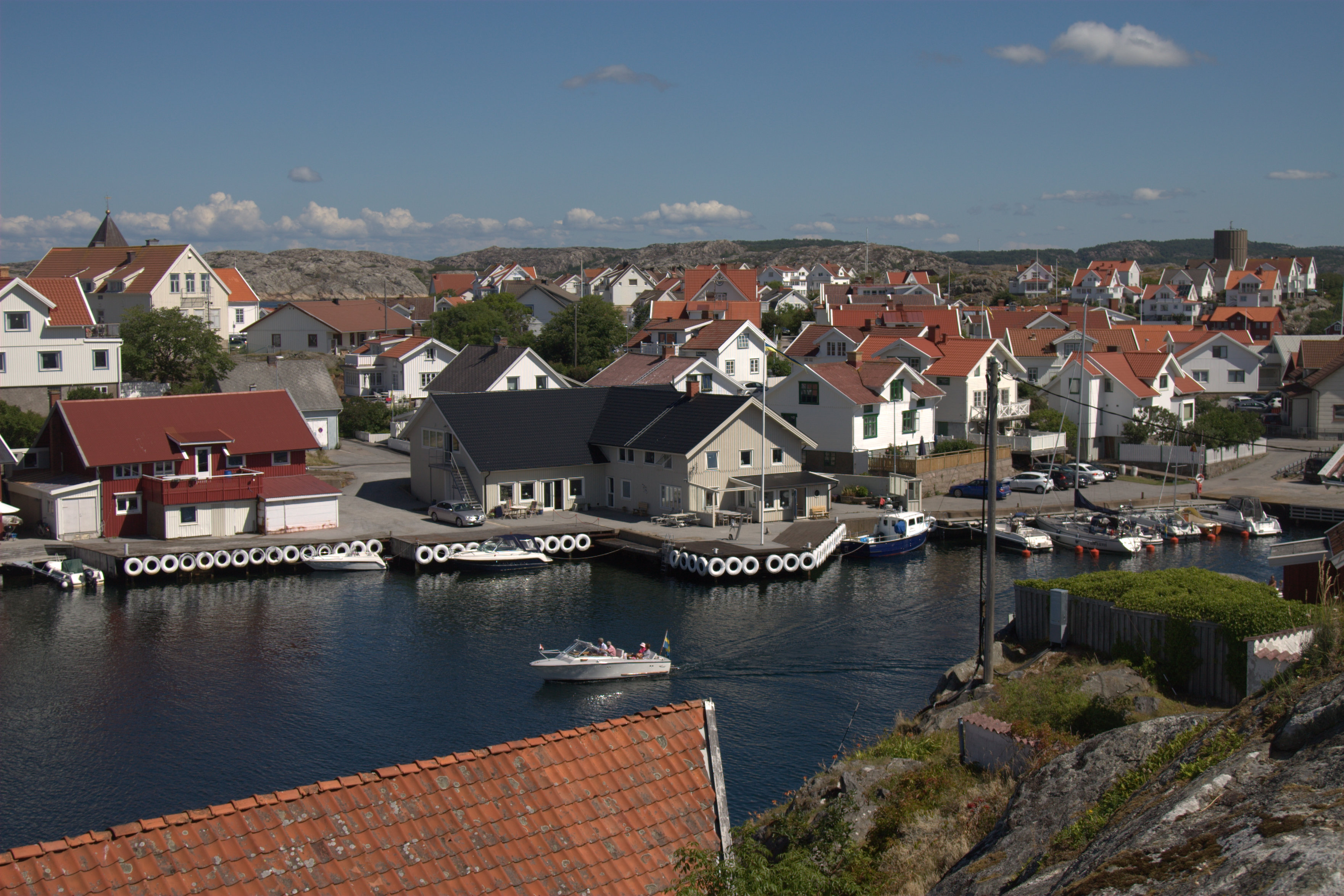
A ilha de Klädesholmen
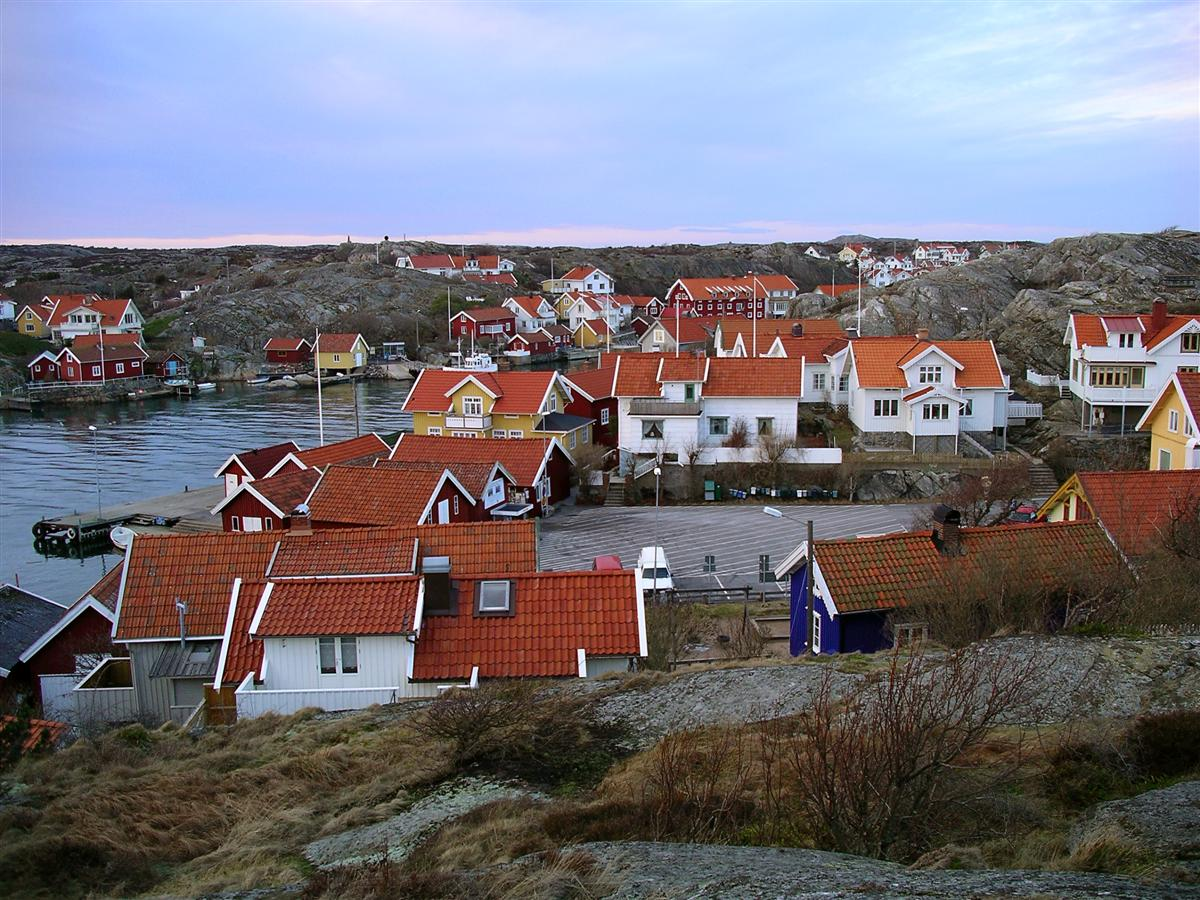
Kyrkesund
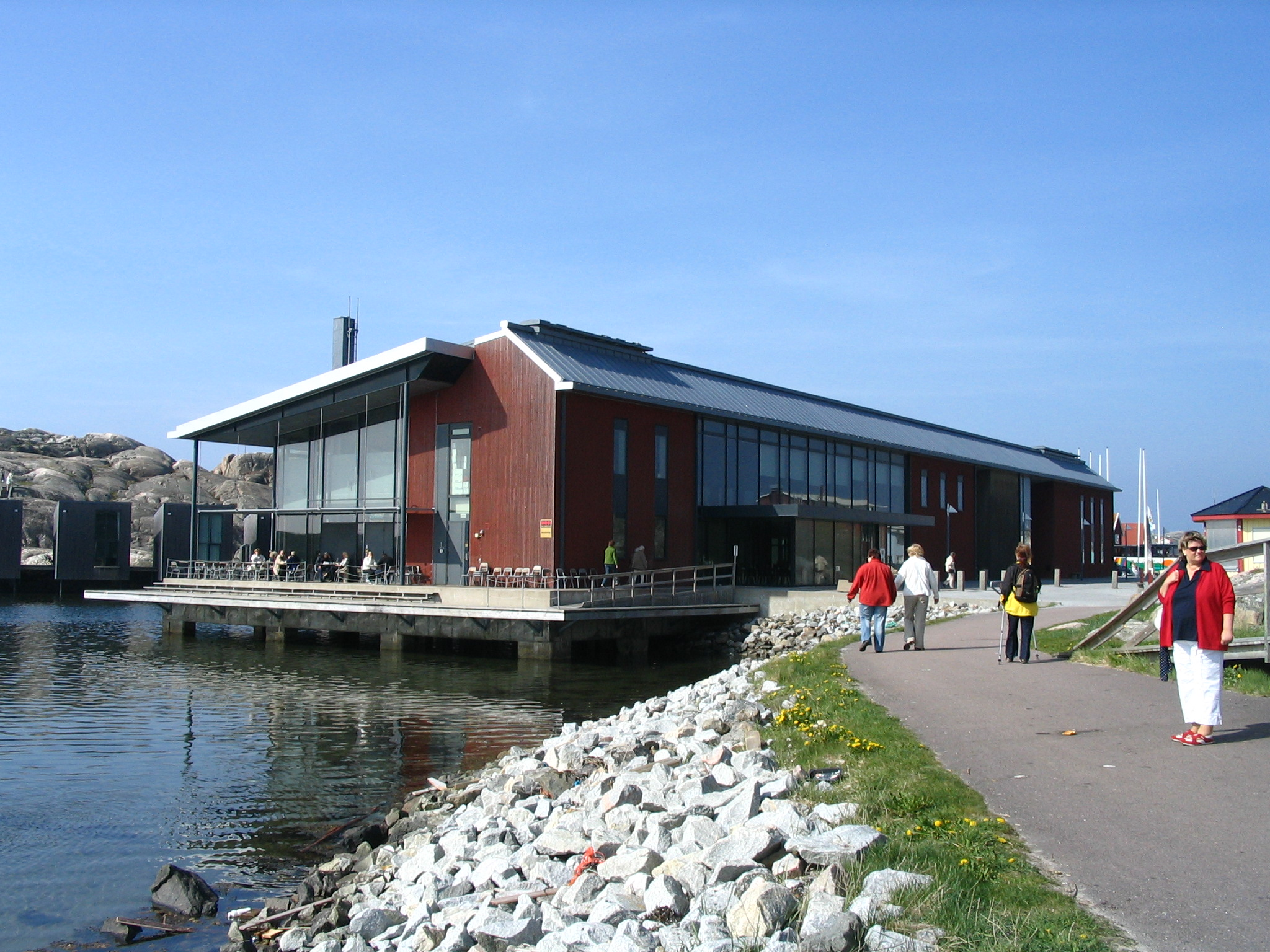
O Museu Nórdico da Aguarela em Skärhamn